# Giuseppe Gaimari
Giuseppe Antonio Gaimari (Picerno, 26 marzo 1779 – Picerno, 19 ottobre 1839) è stato un medico e traduttore italiano.

## Biografia
Nato da Vincenzo e da Antonietta Ferretti, si recò a Napoli, con il fratello Saverio, per studiare discipline come lingue straniere, matematica e medicina. Nel gennaio 1799 tornò a Picerno per aderire alle prime manifestazioni repubblicane e, dopo la caduta della Repubblica Napoletana, riprese gli studi e si laureò in filosofia e medicina presso la Scuola medica salernitana nel 1809.
Divenne un medico militare, insegnò medicina privatamente e all'Università di Napoli. Fu autore di pregevoli monografie scientifiche e traduttore di opere mediche francesi. Morì nel suo paese natale il 19 ottobre 1838.

## Alcune opere
- Sull'ermafroditismo (1817)
- Idee su la novella dottrina medica italiana (1822)
- Sulla vita sull'azione de'rimedi e sulla novella dottrina del controstimolo considerazioni fisiologico-patologiche (1819)
- Osservazione sul Cholera morbus (1834)
- Frammenti d'una esposizione ordinata delle cose medicinali (1834)